# Hywel Bennett
Hywel Thomas Bennett (Garnant, 8 aprile 1944 – Cardiff, 25 luglio 2017) è stato un attore inglese, conosciuto per aver interpretato il ruolo di James Shelley nelle serie televisive Shelley (1979–84) e The Return of Shelley (1988–92).

## Biografia

### Giovinezza
Bennett nacque a Garnant, Carmarthenshire, Galles, figlio di Sarah Gwen (nata Lewis) e Gorden Bennett. Era il fratello dell'attore Alun Lewis, famoso per aver interpretato Vic Windsor in Valle di luna. Bennett tornò a Londra con la famiglia in tenera età, e frequentò la Sunnyhill School, Streatham, Henry Thornton Grammar School, Clapham e la Royal Academy of Dramatic Art.

### Carriera
Bennett apparve in alcuni piccoli ruoli in serie televisive come Doctor Who e L'ispettore Regan, e nei film The Virgin Soldiers (1969), Loot (1970) e Il complesso del trapianto (1971). Recitò insieme all'attrice Hayley Mills in numerosi film, tra i quali Questo difficile amore (1966), I nervi a pezzi (1968) e Champagne per due dopo il funerale (1972).
Apparve in diverse parti principali in commedie televisive sceneggiate da Dennis Potter, tra cui Where the Buffalo Roam (1966), e in altre serie televisive come Pennies from Heaven, Cold Lazarus , Shelley, The Return of Shelley e Neverwhere (1996).

### Vita privata
Il 17 gennaio 1970 Hywel Bennett sposò la conduttrice Cathy McGowan, famosa per aver presentato negli anni '60 il rock show Ready Steady Go!. Ebbero una figlia, Emma, e divorziarono nel 1988.
Era il padrino di Crispian, primo figlio dell'attrice Hayley Mills.

## Filmografia

### Cinema
- Questo difficile amore (The Family Way), regia di Roy Boulting (1966)
- Il marito è mio e l'ammazzo quando mi pare, regia di Pasquale Festa Campanile (1966)
- I nervi a pezzi (Twisted Nerve), regia di Roy Boulting (1968)
- The Virgin Soldiers, regia di John Dexter (1969)
- Loot, regia di Silvio Narizzano (1970)
- The Buttercup Chain, regia di Robert Ellis Miller (1970)
- Il complesso del trapianto (Percy), regia di Ralph Thomas (1971)
- Champagne per due dopo il funerale (Endless Night), regia di Sidney Gilliat (1972)
- Le avventure di Alice nel Paese delle Meraviglie (Alice's Adventures in Wonderland), regia di William Sterling (1972)
- The Love Ban, regia di Ralph Thomas (1973)
- Towards the Morning, regia di Don Morrison (1981) - Cortometraggio
- Murder Elite, regia di Claude Whatham (1985)
- Linea di fuoco - War Zone (Deadline), regia di Nathaniel Gutman (1987)
- A Mind to Kill, regia di Peter Edwards (1991)
- Deadly Advice, regia di Mandie Fletcher (1994)
- Misery Harbour, regia di Nils Gaup (1999)
- Vatel, regia di Roland Joffé (2000)
- Married 2 Malcolm, regia di James Cellan Jones (2000)
- Nasty Neighbours, regia di Debbie Isitt (2000)
- One for the Road, regia di Chris Cooke (2003)

### Televisione
- Doctor Who, nell'episodio La morte del tempo (1965)
- Redcap, nell'episodio Nightwatch (1965)
- The Idiot (1966) Miniserie TV
- Theatre 625, negli episodi Unman, Wittering and Zigo (1965) e A Month in the Country (1966)
- Thirteen Against Fate, nell'episodio The Traveller (1966)
- The Traveller (1966) Film TV
- The Wednesday Play, negli episodi Where the Buffalo Roam (1966) e Death of a Teddy Bear (1967)
- L'ispettore Regan (The Sweeney), nell'episodio Sweet Smell of Succession (1976)
- Pennies from Heaven, nell'episodio Better Think Twice (1978)
- Strangers, nell'episodio Silver Lining (1978)
- L'omicidio è un affare serio (Malice Aforethought, 1979) - Miniserie TV
- Play for Today, negli episodi Three's One (1973) e Coming Out (1979)
- Tinker Tailor Soldier Spy (1979) - Miniserie TV
- ...Artemis..8..1.... (1981) - Film TV
- BBC Play of the Month, negli episodi Romeo and Juliet (1967) e The Critic (1982)
- The Consultant, negli episodi Invitation to Tender (1983), Audit (1983), Inheritance (1983) ed Extension of Credit (1983)
- Shelley (1979-1984) - Serie TV
- Theatre Night, nell'episodio Absent Friends (1985)
- Screen Two, nell'episodio Frankie and Johnnie (1986)
- Ai confini della realtà (The Twilight Zone), nell'episodio L'alfabeto del demonio (1986)
- Robin Hood (Robin of Sherwood), nell'episodio The Inheritance (1986) - Voce
- Tickets for the Titanic, nell'episodio Checkpoint Chiswick (1987)
- The Modern World: Ten Great Writers, nell'episodio Joseph Conrad's The Secret Agent (1988)
- Boon, negli episodi Charity Begins at Home: Part 1 (1988) e Charity Begins at Home: Part 2 (1988)
- Ålder okänd (1991) - Miniserie TV
- The Other Side of Paradise (1992) - Film TV
- Virtual Murder, nell'episodio A Bone to Pick (1992)
- The Return of Shelley (1988-1992) - Serie TV
- Screen One, nell'episodio Trust Me (1992)
- Casualty, nell'episodio Life in the Fast Lane (1993)
- Frank Stubbs Promotes, nell'episodio Book (1993)
- Murder Most Horrid, nell'episodio Smashing Bird (1994)
- Frontiers, nell'episodio Two Teenagers Kidnapped (1996)
- Karaoke (1996) - Miniserie TV
- Cold Lazarus (1996) - Miniserie TV
- Neverwhere (1996) - Miniserie TV
- Hospital! (1997) - Film TV
- Harpur and Iles (1997) - Film TV
- Maria, madre di Gesù (Mary, Mother of Jesus) (1999) - Film TV
- Lock, Stock..., nell'episodio ...And Spaghetti Sauce (2000)
- Randall & Hopkirk (Randall & Hopkirk (Deceased)), nell'episodio Whatever Possessed You? (2001)
- Last of the Summer Wine, nell'episodio It All Began with an Old Volvo Headlamp (2002)
- Time Gentlemen Please, nell'episodio Optics Wide Shut (2002)
- The Quest (2002) - Film TV
- Lloyd & Hill (2003) - Film TV
- EastEnders (2003) - Serie TV
- The Second Quest (2004) - Film TV
- The Final Quest (2004) - Film TV
- Metropolitan Police (The Bill) (2000-2005) - Serie TV
- Casualty @ Holby City, nell'episodio Interactive: Something We Can Do (2005)
- High Hopes, nell'episodio Uncle Tom (2005)
- Jam & Jerusalem, nell'episodio 1x1 (2006)
- The Last Detective, nell'episodio Dangerous Liaisons (2007)